# Charter Communications
Charter Communications ist ein US-amerikanischer Betreiber von Kabelnetzen mit digitalem und interaktivem Fernsehen, Video-on-Demand-, Internet- und Telefondiensten.
Der Sitz ist in Stamford, Connecticut. Das unter der Marke Charter Spectrum auftretende Unternehmen ist der drittgrößte Kabelbetreiber in den USA nach Comcast und Cox Communications sowie auf Rang neun der weltweit größten Medienunternehmen. In den Forbes Global 2000 belegt Charter Communications Platz 126 der weltgrößten Unternehmen und hat laut dieser einen Börsenwert von ca. 98 Mrd. USD. (alle Angaben Stand 2022)

## [veraltet]Geschichte
Das Unternehmen wurde 1993 in St. Louis, Missouri von Barry Babcock, Jerald Kent und Howard Wood gegründet. 1995 wurde Cable South übernommen. Der Zugang zu Hochgeschwindigkeitsinternet wurde Charter-Kunden in Kalifornien 1997 ermöglicht. 1998 erreichte Charter Communications erstmals eine Million Kunden. Im gleichen Jahr erwarb Microsoft-Mitgründer Paul Allen einen großen Anteil des Unternehmens. 1999 erfolgte mit knapp 4 Millionen Kunden der Gang an die Börse NASDAQ. Nach einer Insolvenz nach Chapter 11 im Jahr 2009 wird die Aktie seit Herbst 2010 wieder an der Nasdaq gehandelt.

## Übernahme von Time Warner Cable
Charter Communications hatte seit 2013/2014 versucht Time Warners Kabelnetz-Tochter Time Warner Cable (TWC) zu übernehmen. Nach Ausschaltung eines Konkurrenten war Charter Communications am 18. Mai 2016 schließlich erfolgreich damit. Die früheren Time Warner Cable und „Bright House Networks“ bilden jetzt eine neue Sparte namens „Spectrum“.

## Struktur und Produkte
Die überwiegende Mehrheit der Besitzanteile befindet sich in Streubesitz; der Unternehmer Paul Allen hält etwa zwei Prozent der Aktien des Unternehmens.